# Рила (парк в Дупница)
Вижте пояснителната страница за други значения на Рила.
Парк „Рила“ е реновиран и модернизиран парк в град Дупница, България през 2010 г.
Разположен е върху площ от 280 дка, дължината му е 2 км, има 8 км каменни алеи. Паркът се намира на 1,5 км от центъра на града, като до него е изградена специална велоалея с дължина от 2 км. В парка не се допускат коли, заради което пред входа му е изграден автопаркинг.
През територията му преминава река Бистрица, над която са изградени 38 моста. Над парка се намира параклисът „Света Петка“.
В парка са разположени: езеро с водни колела, футболно игрище, волейболно игрище, тенис кортове, баскетболно игрище, басейн с олимпийски размери, детски басейн, зоокът, театрални сцени, детски кът, 10 барбекюта за по 25 души всяко, обособен терен за фитнес тренировки.
Паркът е финансиран от програма ФАР в партньорство със сръбската Община Враня. Той е на стойност 6 325 459,44 евро, от които грантът, предоставен от ЕС и МРРБ е 29 125,65 евро, а останала сума е собствен финансов принос на община Дупница.

## Флора и фауна
Паркът е чудесно място за любителите на декоративни екзотични и нашенски растения. Тук те са представени с десетки видове и с великолепни екземпляри, както на широколистни, така и на иглолистни дървета и храсти. Освен смърч, ела, бял и черен бор, канадски сребрист смърч, кипарисови и мн. др., тук можете да видите и красивите елши, липи, явори, ясени ... . Изобилието от птици е изненадващо - зелен, сив и голям пъстър кълвачи, горска зидарка, обикновена чинка, черен и поен дрозд, сойка, сврака, бяла и сива стърчиопашки. Всички те са неплашливи и биха ви допуснали достатъчно близо за да им направите дори по една портретна снимка. Същото се отнася и за катериците. А в река Бистрица в пределите на парка може да видите и кротушки и други рибки.

## Галерия
- Входът на Парк „Рила“
- Изкуствено езеро, снимка от ранна пролет на 2011 г.
- Новопостроен параклис в Дупница, в парк „Рила“
- Мост над река Бистрица
- Част от зона „Барбекю“
- Изглед към парка с театрална сцена вляво
- Водопад, замръзнал през зимата
- Баскетболно игрище
- Река Бистрица
- Статуя
- Беседка